# Marina Chernova
Marina Olegovna Chernova  (en russe : Марина Олеговна Чернова), née le 7 mars 1996 à Omsk, est une gymnaste acrobatique russe.
Avec son partenaire Revaz Gurgenidze, elle termine première en duo mixte aux championnats du monde 2014. En 2016 et 2018, elle est à nouveau sacré avec un autre partenaire, Georgii Pataraia. Elle fait également partie des médaillés en or avec l'équipe de Russie.